# De origine, situ et magistratibus urbis Venetae ovvero La Città di Venezia
Unter dem Titel De origine, situ et magistratibus urbis Venetae ovvero La Città di Venezia verfasste Marin Sanudo, ein venezianischer Patrizier, der von 1466 bis 1536 lebte, ein Überblickswerk über Venedigs Ursprung, seine Lage und seine Magistraturen. Den Text verfasste der Autor im venezianischen Idiom, doch ging dieser, wie alle seine Werke, nie in Druck. Erst 1980 erfolgte eine kritische Edition durch Angela Caracciolo Aricò, 2011 eine Neuedition. Überliefert ist er in drei Codices, von denen einer an die stark veränderten Verhältnisse angepasst wurde, also an die Umwälzungen, die durch den zeitweiligen Verlust Oberitaliens und eine schwere militärische Niederlage im Jahr 1509 erzwungen worden waren. Dies schlug sich vor allem in den Strukturen und Zuständigkeiten der zentralen Gremien, der Verwaltung und der konkreten Herrschaftsausübung nieder.

## Der Autor Marin Sanudo und sein Werk
Marin Sanudo war berühmt für seine umfangreichen Diarien (in der Edition umfassen sie 58 Bände), die er kontinuierlich zwischen 1496 und 1533 täglich über öffentliche und private, politische und gesellschaftliche Ereignisse führte. Neben den daran hängenden Aufgaben beherrschte er aber auch das Handwerk eines Historikers (Le Vite dei Dogi), er widmete sich zudem der Sammelleidenschaft und der Dichtkunst. Auch besaß er eine für seine Zeit gewaltige Bibliothek von gut 6500 Bänden (ed. Caracciolo Aricò, S. XIII), darunter zahlreiche Codices, und noch mehr Druckwerke. Gegen Ende seines Lebens sah er sich allerdings aus wirtschaftlichen Gründen gezwungen, diese Sammlung zu verkaufen, die damit weit verstreut wurde.
Alle seine Werke blieben bis ins späte 19. Jahrhundert unveröffentlicht. Die Anerkennung, außer durch persönliche Mitteilungen, Danksagungen und Erkundigungen, wurde ihm zu Lebzeiten versagt, was ihn verbittern und verarmen ließ. So gelang es ihm nicht, Anerkennung als offizieller Geschichtsschreiber der Republik Venedig zu finden. Stattdessen wurden ihm sowohl Marcantonio Sabellico, als auch der untätige Andrea Navagero sowie Pietro Bembo vorgezogen. Letzterer nutzte sowohl Sanudos Diarien, als auch seine Geschichte der Republik. Auf Anweisung des allmächtigen Rates der Zehn musste er Bembo sogar seine Aufzeichnungen zur Verfügung stellen. Immerhin erhielt er so ein jährliches Honorar von 150 Golddukaten. Am Ende beklagte er sich bitter in einem langen Brief an den Rat der Zehn.
Sanudo entstammte einer sehr alten, angesehenen Familie, den Candiani-Sanudo. Seine Mutter war Letizia di Pellegrino Venier, sein Vater Leonardo di Marin(o) Sanudo. Doch bereits  am 11. Oktober 1474 starb sein Vater Leonardo (* 1426) in Rom, was seine Familie an den Rand des etablierten Adels drängte. Dieser Teil des Adels hatte keinerlei Zugang zu den höheren Posten und Ämtern, die die Regierungstätigkeit dem Adel normalerweise bot. Auch fehlten ihm damit die nötigen Kontakte, für deren Pflege ihm angesichts seiner gewaltigen Aufgabe, die er sich gestellt hatte, viel zu wenig Zeit blieb. Zudem war seine Mutter zu diesem Zeitpunkt mit seinem jüngeren Bruder Leonardo schwanger, auch hatte er die wenig ältere Schwester Sanuta. Aus der vorhergehenden Ehe Leonardos stammten zudem die Kinder Alvise, Antonio, Elena und Maria. Alvise, der älteste Sohn, lenkte nunmehr die Finanzen der Familie. Als Alvise jedoch überstürzt 1480 nach Syrien aufbrach, übernahm Marin diese Aufgabe. Er wandte sich um Hilfe an Francesco Sanudo, da er fürchtete, den Familienpalast verkaufen zu müssen. Als Francesco in Padua zum Podestà erhoben wurde, ging Marin 1479/80 gleichfalls dorthin. Sein erstes literarisches Werk, die Memorabilia deorum dearumque, widmete er 1481 dem Onkel.
Viele Autoren, wie etwa Marco Guazzo, nutzten Sanudos historisches Werk, ohne den Verfasser zu nennen, wie Rinaldo Fulin nachweisen konnte. Auch das hier dargestellte Werk wurde von anderen Autoren häufig genutzt, wie etwa durch Francesco Sansovino für seine Venetia città nobilissima et singolare oder sein Werk Delle cose notabili che sono in Venetia.
Die Wahl des Venezianischen statt der gängigen lateinischen Sprache geschah möglicherweise in direkter polemischer Form gegen Sabellicos De situ urbis. Damit richtete er sich an ein Publikum, dem die formalisierte Gestaltung und Ausdrucksweise wenig zugänglich oder unproduktiv war, und die ihm zu unkonkret blieb. So sollten ihn gebildete und ungebildete Leser gleichermaßen verstehen können.
Sein nie veröffentlichtes Werk wurde, ähnlich wie seine Diarien, immer wieder ergänzt und mit Marginalien versehen. Eine erste Nachricht zum Werk stammt aus dem Jahr 1484, als er in seine Excusatio am Ende des dritten Buches der Commentari della guerra di Ferrara einen Hinweis gibt, und erwähnt, er wolle das Werk „Jeronemo Giorgio cavalier aurato“ widmen. Dieser Gerolamo Zorzi war mit Leonardo, dem Vater Sanudos ebenso verwandt, wie mit dessen Onkel Francesco Sanudo di Marino. Letzterer war unter anderem als Gesandter bei Papst Paul II., Gerolamo als Gesandter in Rom, dann in Konstantinopel und Frankreich. Er war der Sohn Francescos. Er war insofern mit Marin Sanudo verwandt, als er eine Cousine Sanudos geheiratet hatte. Diese war wiederum eine Tochter des Benedetto Giorgi und einer Schwester des Francesco und des Leonardo Sanudo. Ein Jahrzehnt später gedachte er, sein Werk noch einem Höheren zu widmen, nämlich dem Dogen Agostino Barbarigo, dem er auch sein Opus Le vite dei Dogi gewidmet hatte, in der Hoffnung vom Dogen Unterstützung zu erhalten. Sanudo selbst nahm mit Genugtuung wahr, dass sein Werk von den Gebildeten wegen seiner großen Sachkenntnis geschätzt wurde („extimata“, wie er selbst in einem Brief schreibt). Doch blieb es bei einer handschriftlichen Rezeption, deren Ausdruck auch noch nach einem Jahrhundert die Abschrift durch den Patriarchen Giovanni Tiepolo ist. Dieser wiederum schreibt (Correr, n. 969, f. 68v), er habe seine Abschrift anhand der Vorlage des „Pietro Contarini quondam Cattarin“ angefertigt.
Am häufigsten wurde Teil III des Werkes zitiert, der sich mit den Gremien und Magistraten befasst. Sanudo wollte die Sonderrolle Venedigs, seine edle Herkunft (nicht wie das von Bauern gegründete Rom), seine rationale Organisation, seine Gerechtigkeit und Freiheit loben, aber auch seine Frömmigkeit. Die Bindung an die religiöse Sphäre betont er durch eine schier endlose Liste von Reliquien, die in den Kirchen und Klöstern der Stadt aufbewahrt wurden (S. 46–49 in der Edition). Dabei will er allerdings die Schattenseiten keineswegs verhehlen.

## Handschriften und Editionen
Das Werk ist in drei Handschriften überliefert, von denen sich zwei in der Bibliothek des Museo Correr befinden. Diese befanden sich zuvor in der Sammlung des Emmanuele Antonio Cicogna (n. 920 und 921). Cicogna hatte sie wiederum 1863 von den Cocco erworben. Sie stammten mithin aus dem Besitz des Patriarchen Giovanni Tiepolo (er selbst schreibt „Zuanne Thieppolo“, f. 8r, S. 19 der Edition). Die beiden Apographe (heute Marciana n. 969 und 970) entstanden 1587, als Tiepolo mit eigener Hand die Vorlage Sanudos transkribierte. Darin findet sich nicht nur Sanudos De origine, situ et magistratibus urbis Venetae ovvero La Città di Venezia, sondern auch weitere Materialien zum religiösen, künstlerischen und politischen Leben Venedigs, darüber hinaus Notizen zu Aquileia, Grado, Monselice, Padua, Brescia, Rom und zahlreichen weiteren Orten (n. 970).
Rinaldo Fulin legte seiner Edition von 1880 die Handschrift Correr n. 969 zu Grunde, wobei er unerklärlicherweise die f. 19v–41v ausließ. Ebenso zog er nicht den Codex n. 970 heran. Hingegen bildete dieser eine wesentliche Grundlage für die Edition, die Angela Caracciolo Aricò 1980 bewerkstelligte.
Der dritte Codex, der in der Biblioteca Marciana liegt, stammt aus dem Jahr 1515. Er wurde zwar vielfach in Untersuchungen zur venezianischen Geschichte zitiert, doch wurde er erst sehr spät ediert. Es handelt sich um eine Überarbeitung, in der die massiven Veränderungen nach der Schlacht von Agnadello (1509) deutlich werden. Caracciolo Aricò edierte auf Hinweis von Marino Berengo die f. 42r–68v und die der Marciana-Handschrift gemeinsam.

## Aufbau der Edition
Die Herausgeberin widmet sich der Biographie Sanudos und stellt diese in Zusammenhang mit seinem Bemühen um Anerkennung sowie seinem Gesamtwerk als Autor und bettet dies in den historischen Kontext ein. Zudem zeichnet sie die Geschichte ihrer textlichen Grundlagen für die Edition nach, ebenso wie Teile der Rezeptionsgeschichte (S. VIII–XXIX). Jeweils zu Beginn der drei Abschnitte über die zugrundeliegenden Codices beschreibt sie die Handschriften (S. 3f., S. 155 f. und S. 239).

### Biblioteca Museo Correr, Codex 969
Angela Caracciolo Aricò beschreibt zunächst den papierenen Codex, der aus dem 16. Jahrhundert stammt. Dieser gehörte zur Sammlung Cocco, wurde 1863 zusammen mit Codex 970 von Emmanuele Antonio Cicogna erworben. Heute liegt er in der Biblioteca Museo Correr, der Bibliothek des Museo Correr, bei den Cicogna-Manuskripten (n. 969). Demnach ist der Codex in gutem Erhaltungszustand. Er misst 212 mal 155 mm, eingebunden in Pergament. Der zuvor restaurierte Rücken trägt die Signatur „Biblioteca Museo Correr – Cicogna 969“. Mit einer Feder ist auf der Vorderseite, vermutlich von Cicogna vermerkt „920“, in anderer Handschrift wurde „969“ eingetragen. Auf der Innenseite wird die Provenienz vermerkt: „Cicogna, n. 920“ zusammen mit der aktuellen Signatur: „969“. Von Cicogna wiederum stammt der handschriftliche Vermerk auf dem Schmutzblatt „920. Codicetto die Emmanuele Antonio Cicogna. Ven. 1863 Ottobre. Segnato col nu. 920“, wobei der fortsetzt: „Autore Marino Sanuto = Prezioso libretto che dal Foscarini p. 326 si crede perduta = Vedi anche il chiarissimo e amantissimo delle venete cose l'inglese sir Rawdon Browon abitante in Venezia da vri anni che è autore dei Ragguagli sulla vita e opere di Marino Sanuto 1837–1838 a p. 190 e 1..“. Zwischen der Vorderseite und dem Schmutzblatt befindet sich ein Brief Cicognas mit Datum 30. November 1863, in dem er verzeichnet, der Historiker Armando Baschet habe 1864 (!) eine Kopie des Manuskripts anfertigen lassen, um diese in Frankreich zu veröffentlichen. Auf der Rückseite finden sich weitere Notizen Cicognas. Darin hält er als Notiz bibliographische Angaben fest. Auf einem kleinen angehängten Blatt zitiert er das Autograph Marin Sanudos, das De Magistratibus enthalte und sich in der Marciana befinde. Das Manuskript selbst besteht aus 68 Blättern, die beidseitig beschrieben sind. Die Nummerierung ist von anderer Hand als der des Verfassers erfolgt, wahrscheinlich von Cicogna. Er vermerkt auf f. 68v: „La Tavola non c'è“, weil das Inhaltsverzeichnis fehlt. Auf f. 8r und 19r erscheint der Name des Kopisten Giovanni Tiepolo, auf f. 68v erscheint der Name des Verfassers Marin Sanudo. Auf f. 1v befindet sich eine rudimentäre Skizze, die die Sternenkonstellation zum Zeitpunkt seiner Geburt verdeutlicht. Mit dem Codex verbunden ist eine kleinere, unpaginierte Handschrift. Sie stammt von gänzlich anderer Hand, misst 180 mal 126 mm und ist beidseitig beschrieben. Sie besteht aus nur acht Blättern. Ihre Thematik sind die „Nozze illustri de' nobili Venetiani con Regi, Duchi, Principi, et altri personaggi d'importanza“, also die Ehen venezianischer Adliger mit Königen, Herzögen, Fürsten und anderen bedeutenden Personen (ed. Caracciolo Aricò, S. 3 f.).
Einem Lob Venedigs („Laus urbis Venetae“) lässt Sanudo eine Beschreibung der Sestieri folgen, der sechs Stadtteile (Cod. 969, f. 11r–15v). Dieser folgt ein Abschnitt über die Kirchen (f. 15v–16r), den Dogenpalast (f. 16r–17v), dem sich das Arsenale sowie einige Anmerkungen zum Flusssystem und der Lagune anschließen (bis f. 18v), sowie den districtus (bis 19r).
Danach folgen nach verschiedenen Kriterien zusammengestellte Listen, die das Werk bis folium 41v füllen. Ab f. 19v findet sich eine Auflistung der contrade, der Kirchengemeinden, geordnet nach den besagten Sestieri, dazu die 64 Klöster mit den zugehörigen Orden (bis 22r). Ab f. 22v führt er nach den fünf Scuole grandi, deren Kerzenfarben er nennt, die Reliquien und ihre Aufbewahrungsorte auf (f. 22v–24v), aber auch sonstige „cosse notabili in diverse chiese“, bemerkenswerte Dinge in verschiedenen Kirchen (bis f. 26r). Wichtig sind ihm die silbernen Pale auf den Altären (f. 26v), aber auch die Ablässe und die Orte, an denen man sie erlangen kann. Es folgen die Hospize (f. 27r) und – etwas unvermittelt – die traghetti, Stellen, an denen man sich mit Gondeln übersetzen lassen konnte (f. 27r-v) sowie die Standorte der Reisebarken, dann die Feiertage, die Siegesfeiern. Darauf folgen die Handwerke, die in bestimmten Gassen ansässig waren, oder an bestimmten rive (Kanalufern), schließlich eine knappe Preisliste, dann die alljährliche Stierhatz (die hier wohl erscheint, weil sie einerseits eine Siegesfeier war, andererseits die Schlachter als Handwerker repräsentierte). Dem schließt Sanudo die Tage an, an denen der Doge Feierlichkeiten zu zelebrieren hatte (f. 29v–30v), nebst der Ausstattung, einschließlich der notwendigen Musikinstrumente und Abzeichen, die für die einzelnen Teilnehmer vorgesehen waren. Auf f. 31v folgt eine Auflistung von sehenswürdigen Dingen. Auf f. 32r–v folgen die in Venedig geprägten Münzen, namentlich „Ducato“, „Trono“, „Mocenigo“, „Marcello“, „Marchetto“ und „Bagattini“ nebst ihren Wechselkursen und Münzbeschreibungen. Die folia 33r bis 34r füllt eine Dogenliste mit ihren Herrschaftsdauern in Jahren, Monaten und Tagen, die bis Andrea Gritti reicht. Dort, wie an einigen anderen Stellen fehlen allerdings die Zeitangaben, was sich bei Gritti erklärt, denn er starb erst 1538. Dieser Liste schließt sich eine alphabetische Liste der „casade de zentilhomeni“ an (f. 34r–35r) an, die Posten, die der Große Rat an den Adel vergab (f. 35v–41r). Dieser langen Aufführung einschließlich der „Vicedomini al Fontego di Todeschi“. Weitere Listen dieser Art schließen sich an, so über die noch lebenden „cavallieri zentilhomeni“ und schließlich „li Dottori“.
Den Abschnitt „De Magistratibus urbis“ eröffnet er mit dem Dogen und seiner Wahl sowie den anschließenden Feierlichkeiten (f. 41v–43v), dann den Rechten des Dogen und deren Grenzen sowie den Gebräuchen bei dessen Ableben (bis f. 45r). Entsprechend der Ehrenhierarchie folgen die sechs „Consegieri“, die Räte des Dogen, die „Cai di Quaranta“, die Häupter des Rates der Vierzig, die „Savij dil Conseio“, die „Savij a Terra Ferma“, die „Savij a i Ordeni“, dann die „Provedadori sora l'Armar“, die „Cassieri“ und das „Collegio“ (bis f. 48r). Dem schließt Sanudo Bemerkungen zum „Consegio di X“, dem Rat der Zehn an (f. 48r–v), dem „Conseio di Pregadi“ (dem Senat) und dessen Abstimmungsmodus (bis f. 50r), dann schreibt er über die „Procuratori di San Marco“ (f. 50v–51r), die „Governadori dell'Intrade“, die „Patroni all'Arsenal“, die „Provedadori al Sal“ und die „Provedadori alle Biave“ (letztere führten die Aufsicht über Salz und Getreide). Ab folio 52v folgen: „Provedadori sora le Camere“, „Provedadori di Commun“, „Camerlenghi di Commun“, „Officiali alle Rason Vecchie“ und „alle Rason Nuove“, dann die „Officiali a i X Officij“, „a i Cattaveri“, „Al luogo di Procuratori“, „Conseio di XVta Criminal“, „Savij sora i Procuratori a Rialto“, „Tre Savij in Rialto“, „Provedadori sora i Officij“, „sora el Polisene“, „Savij sopra le Acque“, „Diese Savij“, „Provedadori alla Doana di Mar“, „alla Camera d'Imprestidi“, „Savij sora la Sanitade“, „sora le Pompe delle donne“, „Provedadori all'Arsenal“. Dann folgen die „zudegadi di Pallazzo“ entsprechend ihren Aufgabenbereichen (f. 56r–58r), dazu die „Avvocati per le Corte“ und „di Presonieri“. Dieser großen Zahl an Rechtskundigen schließt er die „Auditori Vecchij alle Sententie“, die „Auditori Nuovi alle Sententie“ mit den Gerichtshöfen an, dem „Conseio di XLta Civil“ und „Novissimo“. Dann folgt das für die Getreideversorgung zuständige „Collegio delle Biave“. Zum Überwachungspersonal gehört der „Apontador a San Marco“, dann vor allem die „Officiali di Notte“. Ebenso der Überwachung, Anzeige und Bestrafung, jedoch der Amtsinhaber, dienten die „Sindici a San marco“, die „Sopra i Gastaldi“. Nach den „Pagadori all'Armamento“ führt er rund 40 weitere Posten auf, darunter den „Cancellier Grando“, dessen Funktion der Autor ausführlich beschreibt (f. 66r–68r). Schließlich folgt noch eine Liste der „rezimenti, et officij che si stridano in Gran Conseio o in Pregadi“, also die im Großen Rat oder im Senat bestimmten Herrschaften oder Ämter, die alljährlich neu bestimmt wurden. Am Ende des Kodexes, auf folium 68v, zitiert Sanudo, wie er ausdrücklich schreibt, Bernardus Iustinianus zitierend, aus dem „libro secreto“ einen Eintrag vom 26. Oktober 1391. Darin teilt der Doge Antonio Venier in größter Geheimhaltung („in maximo secreto“) dem „Francisco Bembo“ mit, wo sich der Leichnam des Evangelisten Marcus befinde, aufgezeichnet vom seinerzeitigen „Petro de Quadraginta Venetiarum Cancellario“, dem Großkanzler also.

### Biblioteca Museo Correr, Codex 970
Der ebenfalls aus der Sammlung Cocco stammende Codex war, genau wie Codex 969, im Besitz Cicognas. Daher befindet er sich heute bei den Handschriften dieses Sammlers unter n. 970. Der gut erhaltene Codex misst 213 mal 160 mm und ist in Pergament eingeschlagen. Auf dem Rücken heißt es in einem sehr schlecht erhaltenen Schriftzug: „Misellanea /…/“, darüber befindet sich die Plakette mit „Biblioteca Museo Correr – 970 – Venezia“. Mit einem Bleistift wurde auf der vorderen Plakette mit jüngerer Hand „Cicogna 970“ geschrieben, im inneren folgt „Cicogna, n. 921“ sowie „970“. Auf dem Schmutzblatt vermerkte (wahrscheinlich) Cicogna nur „921“, dann von anderer Hand „Miscellanea di Cronica Veneta di Marin Sanutto“ und schließlich, wohl von Giorgio Cocco, Notizen zu Stellen im Codex, die seine Familie betrafen. Der Codex umfasst 129 Seiten, wohl von Giorgio Cocco paginiert, die durchgängig beschrieben wurden, mit Ausnahme von Seite 96, die halbiert ist und leer. Der Text findet sich auf den Seiten 1 bis 98, auf S. 99 bis 104 findet sich eine detaillierte Inhaltsübersicht. Auf den Seiten 105 bis 128 liegt ein anderer Text vor. Der Abschreiber hatte eine lückenhafte Nummerierung nach Blättern eingefügt. Codex 970 stammt von derselben Hand wie Codex 969. In Ersterem finden sich ganz am Ende die Initialen „Z. T.“, die für Zuanne Tiepolo stehen, den Kopisten. Auch in diesem Codex findet sich ein eindeutiger Hinweis auf den Verfasser, der sein Geburtsdatum einschließlich der Stunde nennt (S. 74): „1466 adì 22 Mazo, hore 24 1/2, nacque io Marin Sanudo“ – dieser Eintrag ist mit Rötel unterstrichen. Darauf, dass die beiden Codices zusammengehören, insistierte bereits Cicogna: „Questi due codici 920 – 921 devono stare uniti. Io li comperai nello spoglio di casa Cocco, cui […] molte cose scritte di pugno di Giovanni Tiepolo pervennero in potere“ (Catalogo manoscritto della Biblioteca icogna Libro I, S. 396). Auch in diesem Codex befindet sich ein kleines Opus auf den Seiten 105 bis 128 mit dem Titel Nobeli Venetiani, das nicht von Tiepolo stammt, der im Gegenteil anhängt: „et sue gesti“. Auf S. 129 wurde ein Inhaltsverzeichnis begonnen, das jedoch bereits nach den ersten drei Einträgen endet. Ein weiteres Blatt von anderer Hand, mit Notizen über die Kirche S. Cristoforo della Pace gefüllt, befindet sich ebenfalls im Codex.
Codex 970 setzt auf S. 1 ebenfalls mit einer Liste der Reliquien ein, wobei bis S. 5 die Körper von Heiligen aufgeführt werden, dann folgen die „Reliquie“ bis S. 10. Dieser Auflistung folgen die Klöster, getrennt nach Männer- und Frauenklöstern (bis S. 12). Anschließend führt Sanudo Kirchen und Kongregationen auf, die Kirchengemeinden (S. 14–16), die „Hospedali“, deren Zahl er jeweils summiert. So bestanden zu seiner Zeit 34 Hospize. Wie in Codex 969 erscheinen auch hier die „Rughe dele arte in Rialto e altro“, dann die „Rive“ sowie „Cose publiche“, womit staatliche Bauwerke gemeint sind, von denen er 14 aufführt. Ohne erkennbare Ordnung folgen 66 Fischarten („Sorte de pesci maritimi“, S. 17), ausdrücklich 19 Gefängnisnamen („Nome delle preson“, S. 18) oder die „Libri in Cancelleria“, von denen er 18 nennt (S. 18). Den zeitlichen Rahmen setzt er mitunter anhand seiner eigenen, unmittelbaren Erfahrungen, etwa wenn er „Zentilhomeni fatti del Gran Conseio dapoi il mio venir a Conseio“ aufführt, also seit seiner eigenen Teilnahme an den Sitzungen des Rates. Wieder unsystematisch folgen 13 Brücken, Traghetti, „Banchi de scritta in Rialto“ (S. 21), dann wieder die Adelshäuser (S. 21 f.), die „signori fatti del nostro Mazor Conseio“, ja, der Schmuck, den man im „Santuario“ zeigt, einschließlich der „barretta del Dose“, dessen Zeremonien Sanudo ebenfalls aufführt, einschließlich der Reihenfolge bei Prozessionen. Außerdem führt er die „Cavallieri vivi del 1512“ auf (S. 29–31), die Dogenwähler von 1501, die „Provision fatte alla guerra di Chiozza“ (die Maßnahmen in Vorbereitung des Chioggia-Krieges (S. 33)). Von Bedeutung sind zudem die Abschnitte „1455 Stima delle case de Venetia“, aber auch die folgenden Tabellen zur „Camera d'Imprestidi Monte Vecchio per paga“ oder die „Persone tansade del 1499“ (S. 36). Wieder folgen die „Dosi eletti“, die ‚gewählten Dogen‘ ab 1172, Angaben zu den Grablegen, dann „Manzarie fanno i Zudei in Venetia, del 1514“ (S. 39 f.). Diese Auflistungen für bestimmte Jahre setzen sich fort. Wieder folgen die Kirchen, die dem Patriarchen unterstellt sind, die Namen der Bischöfe und Erzbischöfe, der Äbte und Protonotare, sowie einzelner „Frati“, die 1512 auf venezianischem Gebiet amtierten (S. 61, hier springt die Paginierung von S. 40 nach S. 61, S. 195 f. der Edition). Wieder folgen Kirchenlisten, beginnend mit Murano (S. 65), es folgen Torcello, Mazzorbo und Burano. Aufgrund der massiven politischen Umwälzungen listet er eine enorme Zahl an Personen auf, die bestimmte Positionen ausfüllten. Mittendrin befindet sich ein „Iuramentum Iudaeorum“ (S. 70). Darauf führt er „Santi dell'ordine de'Predicatori“ auf, die in verschiedenen Kirchen verehrt werden, ebenso wie Selige (S. 71), sogar die Jahreszeiten („Li tempi dell'anno“) mit ihren Anfängen (19. Februar „la primavera“, 21. März „l'estade“, 24. August „l'autunno“, 26. November „l'inverno“). In einer weiteren Liste (S. 74f.) führt Sanudo Geburtstage bedeutender Persönlichkeiten auf, darunter neben seinem eigenen den des „Mahumet gran turco“ unter dem 24. März 1430 (wohl Mehmed II.) und „Baiasit gran turco“ (Bayezid II.) unter dem 16. September 1439 (S. 74). Diese Liste reicht von 1420 bis 1458; ihr folgt eine sehr viel kürzere Liste der Todestage (S. 75). Eine Liste von Städten, die vor dem Erscheinen Christi gegründet wurden, umfasst nur „Troia anni 2931“, „Ravenna anni 2914“ und „Roma 715“. Für die Zeit danach führt er nur „Costantinopoli 270“ und „Venetia 421“ auf, das legendäre Gründungsjahr Venedigs. Wieder ohne erkennbaren Zusammenhang folgen die verschiedenen Kastellane, etwa von Strà zwischen 1456 und 1467 oder der Podestà „alla Bebe“ (S. 76), dem Torre delle Bebbe. Gelegentlich trägt Sanudo Ratsbeschlüsse ein, wie einen solchen vom 7. September 1258, in dem festgehalten wurde, dass im Großen Rat nur ein Beschluss gefasst werden konnte, der die Prokuratoren betraf, wenn einer von ihnen anwesend war. Auch führt er die Namen der „Cancellieri grandi“ von 1281 bis 1482 (S. 79 f.) auf, Bestimmungen zur Salzkammer (S. 81), die „Secretarij ducal“ von 1524 oder „Sepolture de populari cittadini dove sono“. Die Prozessionsordnung anlässlich der Feier des hl. Antonius von Padua, die jedes Jahr am 13. Juni stattfand, und die Liste der Heiligenkörper, die sich in der Kirche Sant’Antonio di Padova befinden, lässt selbst die Herausgeberin aus (S. 225, Anm. 3). Wohl zu einem späteren Zeitpunkt, wie die veränderte, langsamere Handschrift nahelegt, fügte Sanudo noch die „Regalie del Dogado si scuode ogn'anno“ und „Quel si scuode dalli Camerlenghi“ ein (S. 89–94). Ganz am Ende folgen noch die Gräber der Dogen von Venedig, wobei er als ersten Grabesort „Costantinopoli“ aufführt („Henrico Dandolo“, es folgten eigenartigerweise „Piero Orsiolo“ und „Piero Barbolano over Centranigo“). Auf diesen folgt „Aquitania“ („Pier Orsiol fu santo“), dann Grado („Zuan Badoer“, „Piero Candian“) und Ravenna („Domenico Orsiol“, „Otto Orsiol“, „Piero Orsiol“), schließlich die Kirchen bei und in Venedig. Auch die Tabelle („La Tabella“, S. 99–104), ein detaillierter Index, den der Kopist Giovanni Tiepolo selbst angefertigt hatte, ließ die Herausgeberin aus. Auf S. 104 findet sich noch das Datum der Fertigstellung der Abschrift durch Tiepolo, nämlich der 19. Juni 1587, „quando sonava 11 hore“, ‚als es 11 Uhr läutete‘.

### Cod. Marciano, ital., cl. VII, 761 = 7959, Autograph Sanudos
Die ersten drei Blätter der Handschrift, f. 1r–3v, sind unbeschrieben. Sanudo beginnt mit einem Überblick über die Ämter Venedigs und will dabei aufführen, wie sie besetzt werden und welche Aufgaben sie haben: „Qui sarà notado tute le dignitade di oficij di Veniexia e per che modo i se fa e qual è il suo officio“. Dabei folgt er bei den eigentlichen Ämtern, nicht den Gremien, wie dem Senat, einer strikten Abfolge. Nach dem Namen nennt er die Zahl der Amtsinhaber, nennt wie sie gewählt werden und wo sie amtieren, gegebenenfalls das Mindestalter der Kandidaten. Dann skizziert er knapp ihre Aufgaben, dazu ihre Amtsdauer, wie etwa 16 Monate – dies war der häufigste Fall – oder acht Monate oder auf Lebenszeit. Letzteres war äußerst selten und betraf neben dem Dogen und dem Kanzler etwa den „Apontador per i Oficij di Rialto“; seine Aufgabe bestand darin, unpünktliche Amtsinhaber anzuzeigen. Vielfach werden auch die Zeiten, zu denen sie in ihrem „oficio“ anwesend waren, vielfach die Entstehungszeit, zumindest der Name des Dogen, unter dem das Amt eingerichtet worden war, genannt. Häufig werden auch Instanzenzüge oder Kompetenzen und ihre Grenzen skizziert. Viele dieser Ämter hatten bei Zuwiderhandlungen oder Straftaten auch rechtliche Autorität, wie etwa die „Oficiali al Formento“ (f. 40r).
Nach diesem langen Abschnitt folgen wieder leere Seiten (f. 47r–53v), dann die „Rezimenti“, die vom Großen Rat gewählt wurden, wie der Podestà von Chioggia oder Caorle, auch der Conte von Grado (f. 54r), Ämter im Dukat Venedigs. Daran schließen sich Ämter auf Istrien, in „Dalmatia“, „Albania“, auf Korfu, dann den „Ixole“ (gemeint sind Kephallonia und Zante), in der „Morea“, „In l'Arzipielago“ (den Inseln der Ägäis), auf „Crete“ und „Cypri“. Dann folgen die Capetanij, also Flottenführer, zuerst die Handelskonvois nach „Fiandra“, „Barbaria“, „Trafego“, „Baruto“, „Alexandria“ und „Constantinopoli“ sowie weitere Posten in diesem Zusammenhang (f. 56r). Daran schließt sich die Terra Ferma an (f. 56v–57v). Eine Besonderheit stellte die Erlaubnis und zugleich Pflicht dar, das „Conseio di Pregadi“, den Senat zu betreten (f. 56r–v). Dann folgen verschiedene Gremien, in denen sich verschiedene Amtsinhaber zu einem übergreifenden Zweck versammelten, wie etwas das „Colegio dile Biave“. Dort, bei der Getreideversorgung, bündelten sich komplexe Aufgaben, die von den Rechnungsprüfern bis zu Zollstellen, von den eigentlichen Getreideherren bis zur Münzprägungsstätte, der Zecca, vom Arsenal, wo die Versorgung mit Schiffszwieback in seinen Zuständigkeitsbereich fiel bis zu verschiedenen Rechtsinstitutionen reichten. Nach dieser Unterbrechung setzt Sanudo seine Aufführung der Ämter, etwa im „Veronese“ oder „In Trivixana“ fort, wobei ganz Venetien aufführt, ebenso wie das Friaul und die Romagna. Offenbar um diese Ämter leichter aufzufinden, ergänzt der Autor eine alphabetische Liste der Ämter („Oficij si fa in Veniexia per alphabeto“) (f. 62r–63v). Am Ende findet sich eine wohl unvollständige Liste unter dem Titel „Oficij si feva in questa Terra“ (f. 64r).

### Wissenschaftlicher Apparat
Angefügt ist ein umfangreiches Glossar (von Paolo Zolli) auf den Seiten 295 bis 314. Die Seiten 317 bis 356 füllt ein alphabetisches Register der im Text auftauchenden Namen, schließlich eine Liste der Illustrationen und ein Inhaltsverzeichnis. Hinzu kommen zehn Illustrationen verschiedener Provenienz, von denen nur die Abbildung einer Seite des Autographs auf S. 238 von Sanudo stammt, nämlich aus Biblioteca Nazionale Marciana. Cod. it. cl. VII, n. 761 (= 7959), f. 4r (Le dignitade di oficij di Veniexia).

## Editionen
- Angela Caracciolo Aricò (Hrsg.): Marin Sanudo il giovane. De origine, situ et magistratibus urbis Venetae ovvero La Città di Venezia (1493–1530), Istituto Cisalpino/La Goliardica, Mailand 1980; Neuedition durch das Centro Studi Medioevali e Rinascimentali “E. A. Cicogna”, Venedig 2011.
- Rinaldo Fulin (Hrsg.): Cronachetta di Marin Sanudo, Visentini, Venedig 1880 (Codex 969 der Marciana, ohne die folia 19v–41v).